# Cesarino Monti
Cesarino Monti (Saronno, 28 marzo 1947 – Roma, 22 luglio 2012) è stato un politico italiano.

## Biografia
È stato Sindaco di Lazzate (MB) dal 1997 al 2001 (primo mandato), dal 2001 al 2006 (secondo mandato) e rieletto nel 2011. È stato Assessore al Territorio del Comune di Lazzate dal 2006 al 2011 sotto la giunta del leghista Riccardo Monti.
Senatore nella XIV e nella XVI legislatura dal 2008 è Vicepresidente della Commissione Ambiente del Senato della Repubblica e membro della Commissione Industria in sostituzione del Ministro per la Semplificazione Roberto Calderoli.
Il 12 maggio 2012 ha annunciato ufficialmente la sua candidatura alla Segreteria della Lega Lombarda, carica per la quale è stato poi eletto Matteo Salvini con il 76% dei voti validi.
È scomparso il 22 luglio 2012 all'età di 65 anni a causa di una grave forma di polmonite causata da immunodepressione seguita ai cicli di chemioterapia a cui si era sottoposto per combattere una forma tumorale.